# هونگ‌جونگ
کیم هونگ جونگ (کره‌ای: 김홍중؛ زادهٔ ۷ نوامبر ۱۹۹۸) که با نام هونگ‌جونگ شناخته می‌شود، رپر، خواننده، تهیه‌کننده و ترانه‌پرداز اهل کره جنوبی است. او در سال ۲۰۱۸ به عنوان لیدر گروه پسرانه کره‌ای ایتیز فعالیتش را آغاز کرد.

## اوایل زندگی
کیم هونگ جونگ زادهٔ ۷ نوامبر ۱۹۹۸ در آنیانگ، گیونگ‌گی، کره جنوبی است. او در دبیرستان دونگ‌آن و سپس در دانشگاه گلوبال سایبر تحصیل کرده است. او نخستین ترانهٔ خود را در سن ۱۶ سالگی نوشت.